# 龍岡機場
龍岡機場，又稱陸軍龍岡機場，原址位於中華民國桃園市中壢區龍岡，1959年5月22日落成，其構造物包含臺灣罕有之木構屋頂飛機棚廠。該機場廢棄後，部分跑道已於2012年改建為龍岡萬坪公園。

## 歷史
- 1958年11月，由中華民國陸軍總部工兵以美援克難興建之龍岡機場開工[1][3][2]。
- 1959年5月22日，龍岡機場落成，由陸軍總司令彭孟緝主持啟用典禮，其夫人剪綵，美軍顧問團副團長波克准將致詞，陸軍輕航空隊技術表演[3]，其後機場即供該隊使用[1]。
- 1970年，陸軍邀臺北記者團訪問各部隊，輕航空隊即於龍岡機場演示戰技，由中國電影製片廠攝製成新聞影片[4][5]。
- 1993年，龍岡機場已無飛機起降，立法委員朱鳳芝於立法院院會質疑為何周遭七福新村仍限建[6]。
- 2003年，立法委員孫大千於立法院院會感謝陸軍總司令霍守業協助，解除龍岡機場周遭限建，並釋出機場土地打通中壢區龍昌路[7]
- 2009年，龍岡機場塔台與棚廠拆除[2]。
- 2012年，龍岡機場部分跑道改建之龍岡萬坪公園落成[8]。